# デンマーク王国憲法
デンマーク王国憲法（デンマークおうこくけんぽう、デンマーク語：Danmarks Riges Grundlov）とは、デンマーク王国の憲法である。1849年に制定され、1866年、1915年、1920年及び1953年に改正された。硬性度が高く、解釈の余地が広いため、1953年の改正以来50年以上改正されていない。

## 歴史

### 憲法制定
1661年以来、デンマークは絶対君主制であった。この政治体制は、1665年制定の「国王法」及び1683年制定の「クリスチャン5世のデンマーク法」という2つの法律によって規定されていた。1848年、フレデリク7世が王位を継承すると、フランスの2月革命の影響により、デンマークでも民主化の要求が高まった。フレデリク7世は、絶対君主制の廃止を受け入れ、翌1849年に立憲君主制を定めた憲法が制定された。
1849年に制定された憲法では、立法権は国王と国会に連帯的に帰属することになった。国会は、議員が有権者の直接選挙で選出される下院（Folketing）と、間接選挙で選出される上院（Landsting）で構成される二院制であった。行政権は、国王に帰属するとされたが、その行使には大臣の署名が必要とされ、司法権も行政権から分離された。

### 1866年改正
1849年憲法は、デンマーク王国にのみ適用され、同君連合の関係にあったシュレースヴィヒ公国、ホルシュタイン公国、ザクセン＝ラウエンブルク公国の3公爵領では効力を有しなかった。そこで、1849年憲法とは別に、1863年には、シュレースヴィヒ公国のデンマーク系住民にも適用される1863年憲法が制定されたが、1864年にデンマーク戦争の終結後、3公爵領をプロイセン王国に割譲した結果、デンマーク王国では1849年憲法と1864年憲法の2つの憲法が併存する形になった。そこで、1866年に憲法改正が行われた。
この改正により、1863年憲法に規定されていた上院議員の一部を勅選議員とする制度が導入され、上院の選挙人の資格として高額な納税額が規定された。また、王位継承の規定が削除され、別に「王位継承法」が制定された。

### 1915年改正と1920年改正
1915年の憲法改正では、上院の特権的な選挙権や小選挙区制が廃止され、比例代表制や憲法改正に係る国民投票の制度が導入された。また、選挙権について財産要件が廃止され、女子にも選挙権が付与された。
1920年の憲法改正では、国王の権限がさらに縮小された。

### 1953年改正

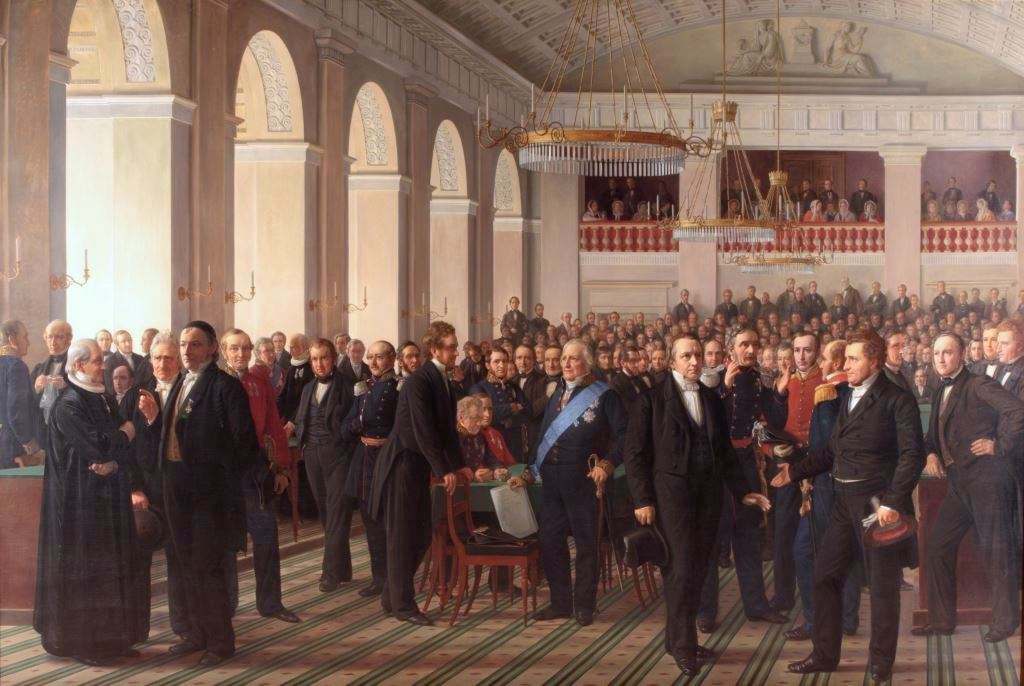
憲法委員会

1939年、憲法改正案が国会を通過した。この改正案では、選挙権年齢がそれまでの25歳から23歳に引き下げられ、上院議員の選出方法を改正する内容が含まれていた。しかし、国民投票による承認要件を満たさず、廃案となった。
翌1940年、デンマーク王国はナチスの占領下に置かれた。ナチスの占領から解放された後、1946年に憲法改正を検討する憲法委員会が設置され、1953年に改めて憲法改正案が国会を通過、国民投票でも承認された。
この改正により、選挙権年齢は法律で定めることとされた（29条）。また、上院が廃止され、それまでの二院制から一院制に移行した。下院と上院の多数派が異なった場合の調整規定が存在しておらず、国王の発する暫定法律で対処するということが行われていたためである。
その他、それまでのグリーンランドに対する植民地扱いを廃止し、グリーンランドから国会に2名の代表を送ることが規定された（28条）。

## 適用範囲
デンマーク王国の全体について適用がある（1条）。すなわち、デンマークのみならず、フェロー諸島およびグリーンランドにも適用がある。

## 統治機構

### 国王
デンマークの政体は立憲君主制であると規定され（2条前段）、国王は無答責でその身体は神聖不可侵とされる（14条）。また、国王は国際関係において王国を代表する立場にあるが、多くの事項について国会の同意を要するとされている（19条1項）。
王位の継承は王位継承法に基づくとされ、男女に王位継承権が認められている（2条）。
12条では、「国王は、この憲法の定める範囲内において、王国の全ての国務について最高の権限を有する」、14条では「立法及び統治に関する決議は、国王の署名によって有効となる」と規定されているが、同時に、「国王は、この最高の権限を大臣を通じて行使する」（12条）、「国王の署名は、1人またはそれ以上の大臣の副署を伴っていなければならない」とも定められており、国王の権限は儀礼的なものに止まると解されている。

### 立法権
立法権は、国王と国会に連帯して帰属する（3条前段）。
国会は1953年改正により一院制に移行した。国会議員は、普通・直接選挙で選出され（31条）、任期は4年である（34条）。
議会少数派を保護するため、法律案が国会で成立した場合に議員の3分の1の要求があれば、国民投票に付すことができる制度が規定されている。国民投票で、投票者の過半数かつ全有権者の30パーセント以上の反対票があれば、法案は否決される（42条）。

### 行政権
行政権は国王に帰属する（3条中段）。もっとも、前述の通り国王の権限は儀礼的なものであり、実質的には、行政権は内閣に帰属すると解されている。
内閣は国王が主宰し（17条）、大臣の任免権は国王にある（14条）。また、大臣は国会の不信任決議があれば辞職しなければならず、首相に対する不信任決議が可決された場合、国会を解散するか内閣総辞職をしなければならない（15条）。この不信任決議の規定は、1953年改正により導入されたものである。

### 司法権
司法権は司法裁判所に帰属する（3条後段）。司法権は行政権から独立していなければならない（62条）。憲法における裁判所に関する規定は、王国高等法院に関する規定のみである。王国高等法院は、大臣に対する弾劾裁判を審理する機関（60条）であり、王国最高裁判所の構成員のうち、在職年数の長い順に選ばれた15名から構成される（59条）。
また、憲法上、違憲審査権に関する規定も存在しないが、裁判所は違憲審査権を有すると解されている。

## 宗教
憲法上、福音派ルーテル教会をデンマーク国教会として王国はこれを支援すべきことが定められている（4条）ほか、宗教の章（第7章）が存在する。第7章では、国教会の組織やその他の宗教団体の規則は法律で定めることを規定するほか、信教の自由についてもここで保障していると解されている。

## 国民の権利
人権規定は、1849年憲法以来大きく変わっていないため、自由権に関する規定がその中心となっている。憲法に規定された人権には、次のようなものがある。
- 71条 - 人身の自由
- 72条 - 住居の不可侵、通信の秘密
- 73条 - 財産権
- 74条 - 営業の自由
- 75条 - 勤労権、公的扶助を受ける権利
- 76条 - 教育を受ける権利
- 77条 - 表現の自由、言論の自由
- 78条 - 結社の自由
- 79条 - 集会の自由

## 国防の義務
国防の義務は、憲法に明文で定められた国民（ただし、「兵役に相応しい男子」に限る）の義務である（81条）。

## 憲法改正
憲法改正は、次のような手順を踏まなければならない（88条）。
1. 国会で改正案を可決
2. 総選挙を行う
3. 選挙後に召集された国会において、無修正で改正案を可決
4. 6か月以内に国民投票に付し、投票者の過半数かつ全有権者の40パーセント以上の賛成